# Victoria (Minnesota)
Victoria é uma cidade localizada no estado americano de Minnesota, no Condado de Carver.

## Demografia
Segundo o censo americano de 2000, a sua população era de 4025 habitantes.
Em 2006, foi estimada uma população de 6203, um aumento de 2178 (54,1%).

## Geografia
De acordo com o United States Census Bureau tem uma área de
22,1 km², dos quais 18,1 km² cobertos por terra e 4,0 km² cobertos por água. Victoria localiza-se a aproximadamente 301 m acima do nível do mar.

## Localidades na vizinhança
O diagrama seguinte representa as localidades num raio de 8 km ao redor de Victoria.